# Антиглобализм

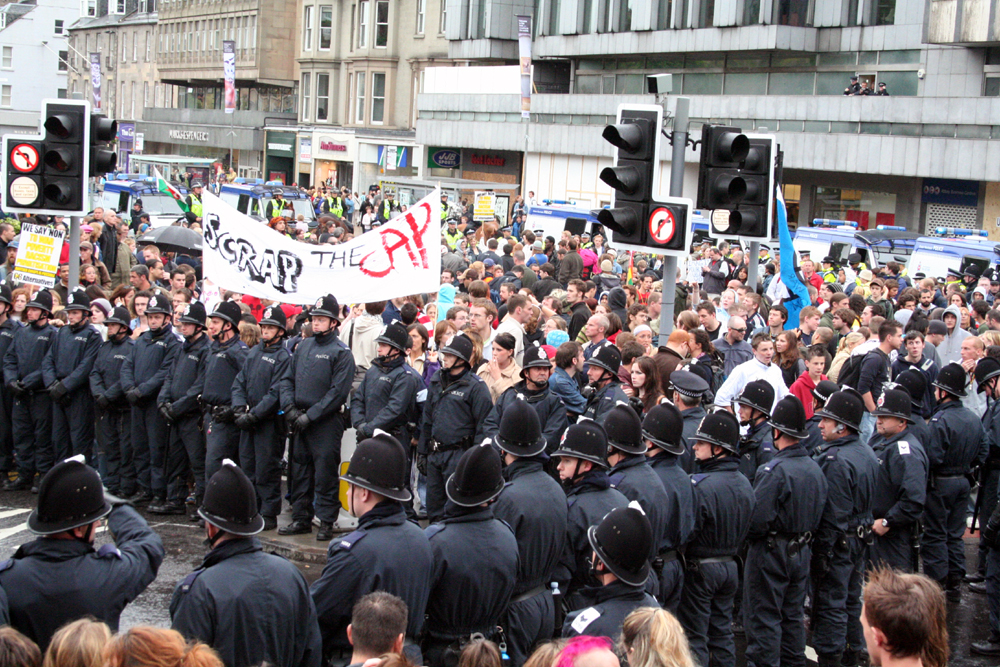
Протест антиглобалистов в Эдинбурге перед саммитом Большой восьмёрки, 2005 год

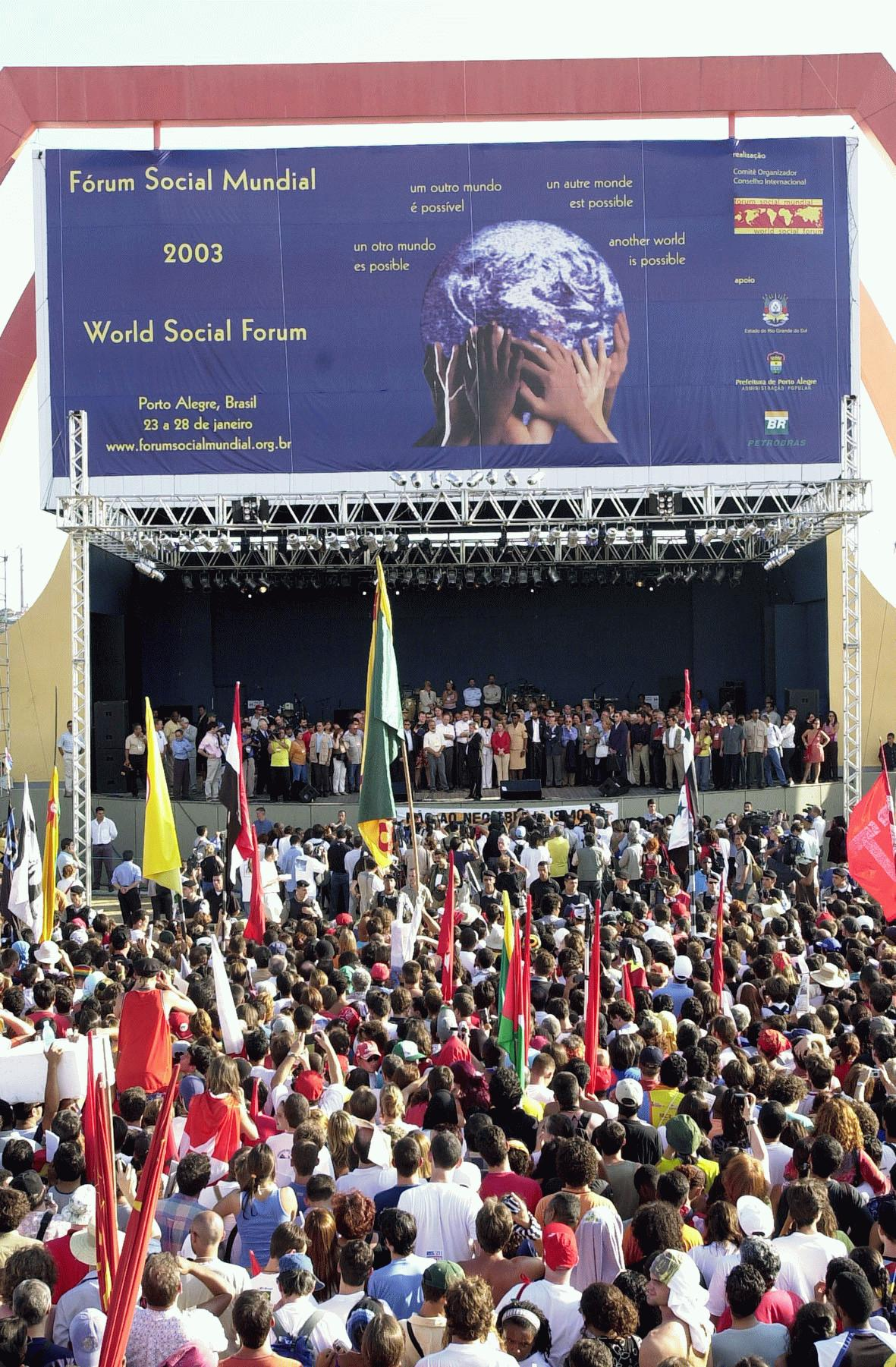
Всемирный социальный форум в Порту-Алегри, 2003 год

Антиглобали́зм — общественное и политическое движение, направленное против определённых аспектов процесса глобализации в её современной форме, в частности против доминирования глобальных транснациональных корпораций и торгово-правительственных организаций, таких как Всемирная торговая организация.
Более точное название программных целей и идеологии движения, называемого антиглобализмом — альтермондиализм. Годом рождения альтермондиализма считают 1999 год, когда произошли первые мощные и скоординированные выступления противников мирового финансового порядка в Сиэтле, во время проведения саммита ВТО. Окончательно движение оформилось с началом проведения собственных оппозиционных съездов, первым из которых был социальный форум в бразильском Порту-Алегри. Сами антиглобалисты часто предпочитают термин «альтерглобализм», подчёркивая, что они согласны, что процесс объединения мира объективен, и лишь отвергают европейско-американскую либеральную модель глобализации. 
Движение антиглобалистов весьма неоднородно: в него входят социалисты, коммунисты, пацифисты, анархисты, «зелёные», деятели профсоюзов, которых объединяет несогласие с политикой руководства ведущих индустриальных стран, а также Всемирного банка, Международного валютного фонда и других структур, которые принимают решения по глобальным экономическим проблемам. Идеологами антиглобалистов называют, в частности, П. Бурдьё, С. Джордж, Н. Кляйн,  Л. Ларуша, Н. Хомского. Антиглобалисты регулярно проводят в разных странах мира социальные форумы, различные акции протеста.

## История движения
Понятие глобализации вошло в научный оборот в 90-х годах XX века. Существует множество концепций, объясняющих природу глобализации, её сущность и последствия. Глобализация проявляется во всех основных сферах жизни человеческого общества, в частности она оказывает влияние на формирование политических институтов и протекание политических процессов на различных уровнях. Рассмотрение процесса глобализации актуально, поскольку глобализация является контекстом современного общественного развития.
На фоне глобализационных изменений конец 90-х гг XX века и начало XXI века ознаменовались всплеском активности общественных объединений, получивших название антиглобалистских. Эти организации отстаивают интересы различных, и, подчас, широких слоев населения. Они реагируют на проявления, по их мнению, социальной несправедливости в различных сферах жизни общества в условиях глобализации. Они выдвигают свои требования к национальным правительствам и международным организациям, влияющим на положение граждан. Антиглобалистское движение отличается от социальных движений прошлых лет и во многом представляет новый тип политического актора. Группы и объединения, составляющие его, имеют своеобразную организацию. Ими применяется сравнительно новая тактика социального действия. Движение выдвигает альтернативы современным формам общественного развития.
Для участников антиглобалистского движения актуален вопрос о выработке более или менее консолидированной конструктивной позиции. Объединению усилий общественных организаций в работе над альтернативными социально-экономическими проектами призвана служить практика социальных форумов. Центральным явлением в этой области стал Всемирный социальный форум (ВСФ).
Идейными предшественниками антиглобалистов можно считать «новых левых» 1960-х — 1970-х годов.
В 1994 году произошло восстание индейцев штата Чьяпас в Мексике под руководством Субкоманданте Маркоса. Он обратился ко всем известным людям планеты, говоря о смерти ТНК и грядущей четвёртой мировой войне. Была создана Сапатистская армия национального освобождения, и в апреле 2001 года Субкоманданте Маркос возглавил поход на Мехико. К этому походу присоединились писатели Габриэль Гарсия Маркес и Жозе Сарамаго, кинорежиссёр Оливер Стоун, ряд депутатов Европарламента.
Всемирные встречи, организованные в 1994 и 1996 годах Сапатистской армией национального освобождения, привели к созданию в 1998 году Народного глобального действия, всемирной коалиции, включающей неправительственные организации, профсоюзы, экологические группы, группы социального действия как в странах Запада, так и в развивающихся странах. Состав этого объединения весьма широк: от бразильского Движения безземельных крестьян до британской радикально-экологической организации «Вернем себе улицу» (Reclaim the street!), от союзов крестьян Индии до профцентров из азиатских и европейских стран и т. д.
В июне 1998 года несколько французских изданий, общественных ассоциаций и профсоюзов объединились в Ассоциацию граждан за налогообложение финансовых операций, ATTAC  (ATTAC — Association for the Taxation of Financial Transactions for the Aid of Citizens). Главным требованием АТТАК является установление «Налога Тобина» (налога, предложенного в 1972 году нобелевским лауреатом Джеймсом Тобином). Его суть состоит в том, что 0,1 % от всех финансовых операций направляется на борьбу с бедностью и поднятие экономики стран третьего мира. Кроме того, организация выступает за списание долгов развивающимся странам.
В декабре 1998 года активисты «АТТАК-Франция» провели в Париже международную встречу, на которую пригласили делегации «Движения безземельных крестьян» (Бразилия), «Политического и информационного центра международной солидарности» (Южная Корея), «Женского движения» (Канада), «Фермеров крестьянской организации Karnathaka» (Индия), «Международного форума альтернатив» (Бельгия).

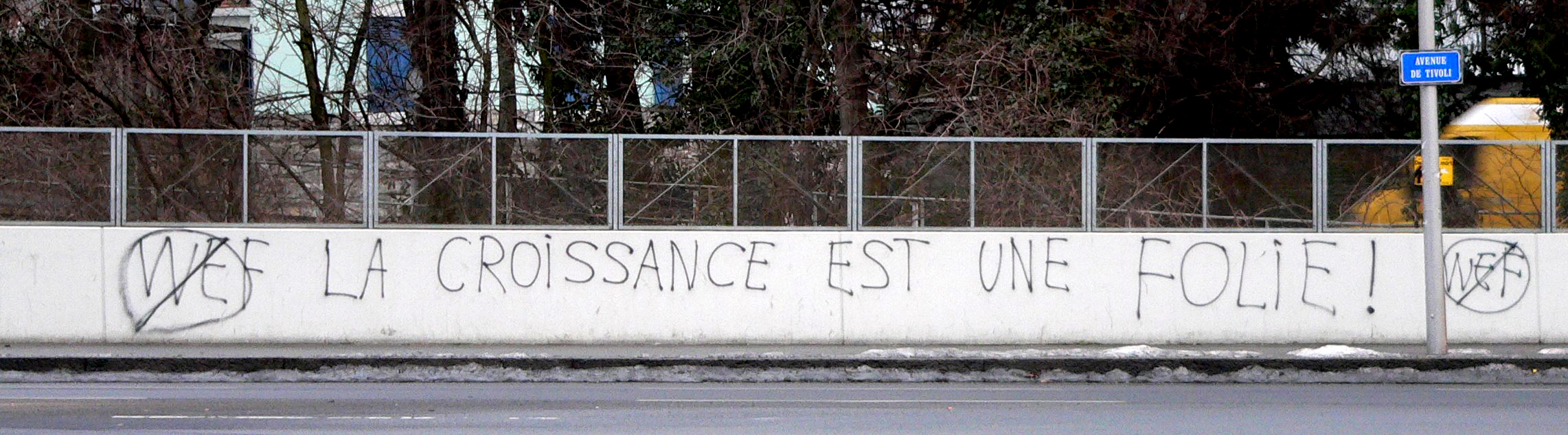
Антиглобалистское граффити в Лозанне: зачёркнута эмблема Всемирного экономического форума (WEF) и прибавлены слова: «Рост — это безумие!»

Первым символическим актом, ознаменовавшем начало борьбы движения антиглобалистов, называют эпизод, случившийся в августе 1999 года, когда во французском городе Мийо активист профсоюза сельскохозяйственных работников Жозе Бове трактором разрушил недостроенное здание, в котором должен был открыться «Макдональдс».
Первым проявлением антиглобализма в США стала знаменитая «битва в Сиэтле» в декабре 1999 года. Массовая акция протеста была связана с прохождением конференции ВТО в г. Сиэтл и направлена против политики экономической глобализации. Эта антиглобалистская акция вызвала по-настоящему большой резонанс в обществе и спровоцировала демонстрации в таких странах как Франция, Германия, Канада и т. д. С этого момента по всему миру начинают формироваться антиглобалистские движения и организации.
Позднее в ряды «антиглобалистов» влились: марксисты, пацифисты, защитники животных, анархисты, «зелёные», изоляционисты, представители ЛГБТ-движения, профсоюзные организации, приверженцы притесняемых религий, представители молодёжных, экологических, студенческих и антивоенных движений, борцы за права человека, защитники прав потребителей, националисты, противники абортов, безработные, хиппующие студенты. В 2003 году в мире насчитывалось более 2500 антиглобалистских организаций.
Неоднородность антиглобалистского движения вызывает внутренние споры и конфликты.

## Важные даты
- Июнь 1999 г. — в Кёльне состоялась первая манифестация антиглобалистов.
- 2000 год — организована информационная сеть антиглобалистов IndyMedia.
- 2001 год — 14-16 июня — саммит ЕС в Гётеборге — антиглобалисты пытались прорваться к полицейским разводам караулов, 20 — 22 июля — Генуя — антиглобалисты пытались сорвать встречу лидеров «Большой восьмерки» приехало 200 000 антиглобалистов. В результате столкновений между силами правопорядка и антиглобалистами 22 июля 2001 г. погибли два человека — 23-летний итальянский фотокорреспондент и анархист Карло Джулиани и один полицейский, более 300 человек с обеих сторон получили ранения. Требования[какие?] были исполнены[источник не указан 1287 дней].
- Январь 2001 г. — Всемирный социальный форум в бразильском городе Порту-Алегри. Всемирный социальный форум собрал в Порту-Алегри более 11 тысяч делегатов из 122 стран мира.
- Конец января 2006 г. — Всемирный Социальный Форум в Каракасе.

## Антиглобалистские организации
Кроме вышеупомянутой организации АТТАК, могут быть названы следующие:
- «Глобальное действие». Призывает к протестной деятельности как на улицах мегаполисов, так и в сельских районах (протестные движения фермеров в Европе и коммунальных сельхозкооперативов в Латинской Америке и Малой Азии), к теоретической критике корпораций и независимому анализу характера и последствий их деятельности.
- «Чёрный блок» («Black Bloc»). Специализируется на погромах дорогих магазинов и офисов, столкновениях с полицией. Стоит на позициях анархизма. Выступает против капитализма, государства и войны.
- «Третья позиция» («The Third Position»). Организация возникла в Лондоне. Идеологическая основа — сочетание крайне левых и крайне правых взглядов, предполагающих использование агрессивных методов протеста.
- «Ya Basta». Итальянская организация, выступающая в поддержку движения Чьяпаса и против неолиберализма.
- «Хактивист». Объединение хакеров-активистов, действующих по политическим мотивам.
- Радикальные экологи (лидеры Ральф Нейдер и теоретик Мюррей Букчин) считают, что избежать тотальной экологической катастрофы, неизбежно ждущей «общество растущего потребления», можно только при помощи антирыночной революции.

## Идеология
Существуют разные идеологические парадигмы антиглобализма:
- Наиболее популярная (называемая вульгарной из-за фактической схожести с теорией заговора), суть которой в том, что США с помощью подконтрольных им международных организаций типа Всемирного банка, ВТО, МВФ и т. п. закабаляет развивающиеся страны и использует их ресурсы в своих интересах;
- Есть концепция, которая исходит из того, что глобализация есть процесс объективный, но воспользоваться его результатами могут только богатые страны Запада, а бедные будут нести потери;
- Третья идея состоит в том, что процесс глобализации объективен и все страны могут воспользоваться результатами, но в разной степени: богатые получат больше, а бедные меньше и потому нужно заставить богатых делиться результатами.

Основной тезис антиглобалистов — нынешняя модель глобализации сформирована под покровительством мирового капитала и ведёт за собой:
- Растущий разрыв в доходах, уровне потребления, здоровья, образования в странах «золотого миллиарда» и «третьего мира».
- Недопустимые условия для работников низкой квалификации транснациональных корпораций[11];
- Доминирование массовой культуры, подавление свободного творчества, «стандартизация умов»;
- Потребительское и хищническое отношение к природе, попытка «обхода» экологических проблем, вывод грязных производств в страны «третьего мира»;
- Господство идеологии неолиберализма в целях всё большей экспансии капитала по всему миру, формирования из стран-неучастников «золотого миллиарда» сырьевых придатков, т. н. «развитых стран» и т. д.

### Альтернативы глобализации
Этой модели глобализации противопоставляется иная — глобальное социальное творчество, совместное решение глобальных проблем, интернационализация, «сетевые структуры» по всему миру и т. д. Теоретической основой альтернатив современной экономической системе являются неокейнсианство и посткапитализм. Практические экономические альтернативы: иной способ организации международной торговли, сокращение торговли оружием, реорганизация процесса производства и распределения (ревальвация производственного капитала по отношению к финансовому, введение других, помимо, доходности, критериев развития и применения технологий, отход от критериев неограниченной рыночной конкуренции, экологическое равновесие), политические альтернативы: усиление роли международных организаций и их демократизация, ограничение роли МВФ и ВТО с использованием критерия их деятельности, отличного от простой доходности капитала, государство как гарант реализации общественных целей и решения экологических проблем с демократическим контролем на всех уровнях.

## Антиглобализм в России
В апреле 2002 года в Москве состоялся форум «Векторы антиглобализма». В нём участвовали политики, философы, журналисты. На нём была принята «Декларация сопротивления новому мировому порядку». Создано объединение различных организаций, так называемое «Антиглобалистским сопротивлением» (АГС). Его инициаторы — московское отделение КПРФ, партия РОС, Союз православных граждан, Патриотический женский союз, Всероссийский женский союз «Надежды России» и др. Вскоре были установлены контакты с антиглобалистами Санкт-Петербурга (проведшими первые форумы ещё в 2001 г.) и других регионов и стран. Постоянным партнером АГС является Движение Линдона Ларуша (США).
Антиглобалистами был создан специализированный сайт. С 2003 года выходит официально зарегистрированная газета «Планета Антиглоб». Выпускаются сборники статей и книги. «Антиглобалистское сопротивление» организовало несколько всероссийских форумов: в 2005, 2006 и 2008 годах, а также международный форум «Живи, Земля!» (декабрь 2009 г.), тематические конференции и круглые столы по смежным темам. Проводились митинги и пикеты против вторжения США в Ирак и Ливию, введения личных номеров, чипирования людей, нововведений в образовании и т. п.
В России в 2012 году сопредседателем Комитета солидарности с народами Сирии и Ливии Александром Ионовым была создана региональная общественная организация по противодействию мировой глобализации «Антиглобалистское Движение». В 2014, 2015 и 2016 годах на гранты от государства (1, 2 и 3,5 млн рублей) проводило международную экспертную дискуссию «Национальный диалог. Право народов на самоопределение и построение многополярного мира и съезды сепаратистских движений (Россию на них представляли политологи и депутаты). Антиглобалистскому движению России» принадлежит домен mariabutinafund.ru, на котором располагался уже не работающий сайт в поддержку Марии Бутиной.
В июле 2022 года офис Федерального бюро расследований в городе Тампа американского штата Флорида обнародовал обвинительный акт в отношении возглавляющего «Антиглобалистское движение» Александра Ионова по подозрению во вмешательстве в американские выборы. Утверждается, что по крайней мере с декабря 2014 года по март 2022 года Ионов вместе с по меньшей мере тремя чиновниками РФ принимал участие в многолетней информационной кампании против США.

## Критика
Антиглобалистское движение подвергают критике как приверженцы либерализма, так и противники капитализма из числа более «традиционных» анархистов и марксистов.
Сторонники либерализма исходят из того, что глобализация есть объективный процесс, а потому видят в антиглобализме реакционный утопизм, который стремится остановить развитие цивилизации: политика ограничения трансграничного движения капитала лишает страны третьего мира надежд на экономическое развитие и рост, а развитые страны на прогрессивные структурные сдвиги в экономике.
В связи с этим подчеркивается отсутствие позитивной программы, а также массовое насилие и беспорядки, которыми сопровождаются почти все акции антиглобалистов.
Кроме того, сторонников движения обвиняют в экстремизме. Основанием этому, в частности, служат призывы Наоми Кляйн силой захватывать продовольствие и раздавать, самостоятельно подключаться к электрическим сетям, занимать необрабатываемые земли и т. п.
Некоторые учёные полагают, что глобализм имманентно присущ человеку и человечеству.
Социалисты и анархисты со своей стороны полагают, что антиглобализм идейно расплывчат и потому не позволяет реально бросить вызов существующей политической и экономической системе. Кроме того, озвучиваются предположения о подкупе лидеров антиглобалистского движения, в частности в связи с фактом получения АТТАК и другими организаторами Европейского социального форума в Париже денежной помощи от французских властей.

## Антиглобализм и альтерглобализм
Антиглобализм иногда путают с альтерглобализмом, то есть альтернативой неолиберальной глобализации. Несмотря на коренные различия в стратегических целях (антиглобалисты стоят на изоляционистских и консервативных позициях, альтерглобалисты — на классической левой платформе, подразумевающей стирание национальных границ), некоторые исследователи рассматривают альтерглобализм как часть антиглобалистского движения.

## Всемирный социальный форум
С 2001 года ежегодно проводится Всемирный социальный форум, который является альтернативой ежегодному Всемирному экономическому форуму, проходящему в швейцарском Давосе.